# Cali Challenger 1995
Il Cali Challenger 1995 è stato un torneo di tennis facente parte della categoria ATP Challenger Series nell'ambito dell'ATP Challenger Series 1995. Il torneo si è giocato a Cali in Colombia dal 12 al 18 giugno 1995 su campi in terra rossa.

## Vincitori

### Singolare
Gastón Etlis ha battuto in finale  Karim Alami con il punteggio di 6–1, 3–6, 6–3

### Doppio
Francisco Montana /  Claude N'goran hanno battuto in finale  Otavio Della /  Gustavo Kuerten con il punteggio di 6–3, 3–6, 6–4